# Kościół Aktywnych Chrześcijan w Rzeczypospolitej Polskiej
Kościół Aktywnych Chrześcijan w Rzeczypospolitej Polskiej – ewangeliczny kościół protestancki, wpisany do rejestru Kościołów i związków wyznaniowych Ministerstwa Spraw Wewnętrznych i Administracji 31 lipca 1990 roku w dziale A, pod nr 47. Do 2022 nosił nazwę Zbór Stanowczych Chrześcijan w Rzeczypospolitej Polskiej. Zwierzchnikiem kościoła w Polsce jest Piotr Pilch. W 2023 roku wyznanie liczyło 213 wiernych. Wyznawcy skupieni są w dwóch placówkach – w Ustroniu i Kowalach.

## Poglądy
Stanowczy chrześcijanie wierzą, że Jezus Chrystus przyszedł w ciele ludzkim, co oznacza, iż człowiek może przezwyciężyć wszelkie pokuszenia w swym ciele i osiągnąć Boską naturę w życiu doczesnym na ziemi. Uważa się, że Jezus przyszedł, by pokazać ludziom drogę do Zbawienia. Tym samym człowiek powinien w wierze osiągnąć ten sam cel: zostać zbawionym i bogobojnie naśladować Chrystusa. Wyłącznym wyznacznikiem wiary jest Biblia, pozostała literatura, napisana przez wiernych poprzedników ma służyć lepszemu zrozumieniu Ewangelii.
Wyznanie wydaje miesięcznik „Ukryte Skarby” oraz dwumiesięcznik „Promyczek”. Oba pisma w nakładzie 80 egzemplarzy.

## Historia
Protoplastami ruchu zielonoświątkowego na Śląsku Cieszyńskim było 9 luterańskich neopietystów, których wykluczono z ewangelickiej Społeczności Chrześcijańskiej w Cieszynie. W 1910 zarejestrowali się jako Związek Stanowczych Chrześcijan. Zainteresowani nauką Stanowczych Chrześcijan zaczęli spotykać się na terenie Wisły w latach 1917 (Nowa Osada, następnie grupa przeniosła się do Malinki) i 1920 (Głębce). Wspólnoty te dały początek zborom utworzonym w 1922 (Głębce) i 1923 (Malinka), zarejestrowanym oficjalnie w 1929. Wierni pozostawali oficjalnie w dalszym ciągu członkami Kościoła Ewangelicko-Augsburskiego. Dopiero po zakończeniu II wojny światowej postanowili o odłączeniu się od macierzystego związku wyznaniowego, wobec czego w 1947 Stanowczy Chrześcijanie weszli w skład nowo powstałej federacji kościołów ewangelikalnych, Zjednoczonego Kościoła Ewangelicznego w PRL. 
W 1968 wspólnota nawiązała relacje z misjonarzami z Norwegii z Kościoła Chrześcijańskiego Brunstad. Wśród Stanowczych Chrześcijan z Malinki zaczęła się wyodrębniać grupa zwolenników nauki braci norweskich. Zbór w Malince wystąpił z ZKE w 1988, coraz bardziej wiążąc się z Kościołem Brunstad. W 31 lipca 1990 został on zarejestrowany w rejestrze kościołów i innych związków wyznaniowych MSWiA jako niezależny Zbór Stanowczych Chrześcijan w RP.
W 1994 około stuosobowa grupa dotychczasowych zborowników opuściła szeregi wspólnoty, nie godząc się ze zmianami doktrynalnym płynącymi ze Skandynawii i zaczęła się spotykać osobno, wracając do tradycyjnej, pietystycznej religijności Stanowczych Chrześcijan.
Od 2005 rozpoczęto starania o powstanie nowego budynku dla zboru. Prace rozpoczęto w 2019, a 13 marca 2021 miała miejsce uroczystość otwarcia nowego obiektu, zlokalizowanego w Ustroniu-Nierodzimiu, dokąd zostały przeniesione jego spotkania.
W 2022 kościół zmienił nazwę na Kościół Aktywnych Chrześcijan w Rzeczypospolitej Polskiej.

## Statystyki

### Dane według statystycznych ankiet wyznaniowych
| Rok  | Liczba wiernych | Liczba zborów | Liczba kościołów/kaplic | Liczba duchownych |
| ---- | --------------- | ------------- | ----------------------- | ----------------- |
| 1992 | 250             |               | 1                       |                   |
| 1994 | 250             | 1             | 1                       |                   |
| 1995 | 250             | 1             | 1                       |                   |
| 1996 | 300             | 1             |                         |                   |
| 1998 | 300             | 3             |                         | 7                 |
| 2000 | 300             | 3             | 3                       | 7                 |
| 2005 | 302             | 3             | 3                       | 9                 |
| 2010 | 142             | 3             | 3                       | 9                 |
| 2012 | 137             | 3             | 3                       | 9                 |
| 2013 | 136             | 3             | 3                       | 9                 |
| 2014 | 138             | 3             | 3                       | 9                 |
| 2015 | 159             | 3             | 3                       | 9                 |
| 2016 | 157             | 3             | 3                       | 9                 |
| 2017 | 157             | 3             | 3                       | 9                 |
| 2018 | 158             | 3             | 3                       | 9                 |
| 2019 | 166             | 3             | 3                       | 9                 |
| 2020 | 180             | 3             | 3                       | 9                 |
| 2021 | 198             | 3             | 3                       | 9                 |
| 2022 | 202             | 2             |                         | 8                 |
| 2023 | 213             | 2             |                         | 8                 |

### Dane według wyników spisów powszechnych
| Spis powszechny               | Liczba deklaracji |
| ----------------------------- | ----------------- |
| Narodowy Spis Powszechny 2011 | 242               |
| Narodowy Spis Powszechny 2021 | 244               |